# Einfach unwiderstehlich (Film)
Einfach unwiderstehlich (Simply Irresistible) ist ein US-amerikanischer Fantasy-Liebesfilm von Mark Tarlov. Der Film hatte in den USA im Januar 1999 Premiere, in Deutschland kam er erst ein Jahr später in die Kinos.

## Inhalt
Die junge Köchin Amanda Shelton leitet zusammen mit ihrer Tante Stella das Restaurant ihrer verstorbenen Mutter, das aber nicht besonders gut läuft und dem die Schließung droht. Beim Einkauf auf einem Markt trifft sie auf einen geheimnisvollen Fremden, der ihr einen Korb mit lebenden Krebsen verkauft, und auf den smarten und hübschen Kaufhausleiter Tom Bartlett.
Durch den Fremden vom Markt landen Tom und seine Freundin Chris in Amandas Restaurant. Sie erwarten von ihr ein Krebsgericht, da sie Tom auf dem Markt von ihren Kochkünsten erzählt hat. Einer der Krebse erweist sich als „Zauberkrebs“ und bewirkt, dass das Gericht gelingt und Chris sich völlig daneben benimmt, als sie auf einmal selbst all die Vorurteile, die Amanda ihr gegenüber hat, voller Inbrunst aufzählt, mit Tellern wirft, Tom mit Essen beschmiert und diesen letzten Endes verlässt.
Daraufhin bietet Tom Amanda an, das Geschirr zu ersetzen. Sie besucht ihn in seinem Kaufhaus, um neue Teller auszusuchen, und die beiden kommen sich näher. Auch ihr Restaurant läuft wieder gut, nachdem ihre Kochkünste mithilfe des Krebses besser geworden sind. Bei einem Treffen im Restaurant, bei dem Amanda ein magisches Dessert zubereitet, kommt es zu einem Kuss zwischen den beiden, während dessen sie in die Luft schweben (wohl auch ein Werk des Krebses). Tom hält sie nun für eine Hexe und gerät darüber mit Amanda in Streit.
Sie sucht ihn am nächsten Tag im Kaufhaus auf, um ihm etwas zurückzubringen, das er bei ihr vergessen hatte. Gleichzeitig kündigt der Spitzenkoch, der bei der Gala des Kaufhausrestaurants kochen sollte, und Amanda springt gegen den Willen von Tom ein. Auch hier gelingt es ihr, die Gäste mit ihrem Essen zu verzaubern, nachdem sie ihre anfänglichen Ängste überwunden hat.
Als Amanda sich auf den Weg nach Hause machen will, versucht Tom sich ihr wieder zu nähern, indem er ihr ein Ballkleid mit dem Aufzug hinterherschickt. Als der Aufzug zurückkommt, ist das Kleid weg und sie treffen sich auf der Tanzfläche des Kaufhausrestaurants, wo sie miteinander tanzen und erneut vom Boden abheben.

## Hintergrund
- Der Film hat nichts mit dem  gleichnamigen Roman von Bret Easton Ellis zu tun. Dieser wurde mit Jessica Biel unter dem Titel Die Regeln des Spiels verfilmt.
- Die Produktionskosten betrugen ca. 6.000.000 $[1], das Einspielergebnis blieb jedoch weit dahinter zurück. So erbrachte der Film in den USA nur ca. 4.256.000 $ und in Deutschland sogar nur 107.000 €[2].
- In Deutschland gab es den Film zunächst nur auf VHS, erst seit 2007 ist er auch auf DVD erhältlich.
- Der Film hatte die Arbeitstitel Vanilla Fog und The Magic Hour.

## Kritiken
Das Hamburger Abendblatt bemerkte, dass der Film „eine idyllische Welt, die in eine 50er-Jahre-Sitcom passen würde“ zeige. Tarlovs Regiearbeit sei „leichte Kost“. Es fehle an komplexen Figuren und Handlungssträngen. Zwischen den beiden Hauptdarstellern bestehe eine „schlechte Chemie“.
Die Berliner Morgenpost begriff den Film als „ein amüsantes Plädoyer für die Sinnlichkeit, eine Aufforderung zum Genuss in einer rationalisierten Welt“, kritisierte aber ein „längst überholtes Frauenbild“.